# Ligne de Mouchard à Salins-les-Bains
La ligne de Mouchard à Salins-les-Bains est une ancienne ligne de chemin de fer française à écartement standard et à voie unique longue de 7,457 kilomètres, située dans le département du Jura. Elle a été mise en service par la Compagnie du Chemin de fer de Paris à Lyon le 16 mai 1857 et définitivement fermée le 28 septembre 1975. Elle se greffait à la ligne de Dijon-Ville à Vallorbe (frontière) en gare de Mouchard et aboutissait en gare de Salins-les-Bains, où la rejoignait la ligne à voie métrique d'Andelot à Salins.
Elle constituait la ligne 870 000 du réseau ferré national.

## Histoire
Le 12 février 1852, la ligne de Mouchard à Salins-les-Bains est déclarée d'utilité publique ; le même jour, la concession de la ligne est accordée à M. de Grimaldi.
Environ 2 ans plus tard, M. de Grimaldi cède la concession à la Société des anciennes salines nationales de l'Est, le 30 mai 1854.
Plus tard, cette même concession est cédée à la Compagnie du Chemin de fer de Paris à Lyon, le 5 avril 1856.
La ligne est ouverte le 16 mai 1857 mais un peu plus d'un mois après la concession de la ligne est concédée à la Compagnie des Chemins de fer de Paris à Lyon et à la Méditerranée, le 19 juin 1857.
La section de Pagnoz à Salins-les-Bains (PK 393,800 à 399,834) est déclassée par décret le 12 octobre 1978.

## Ouvrages d'art
- Le tunnel de Barges[4] au niveau de Marnoz : 142 mètres de long.
- Le viaduc sur la Furieuse à l'est de Salins-les-Bains : 132 mètres de long constitué de six arches de plein cintre, cinq de 12 mètres de diamètre et une de 20 mètres de diamètre sur la route départementale 472.
- Le tunnel de la Savate[5] 350 m après le viaduc direction Salins : 76 mètres de long.

## Exploitation
L'exploitation de la ligne débuta le 16 mai 1857. La ligne était utilisé pour le trafic voyageurs et marchandises.
L'exploitation pour le trafic voyageurs cessa le 18 mai 1952 et pour le trafic marchandises le 28 septembre 1975.

## État actuel
La section déclassée a été déposée ; il reste une courte section utilisée comme voie de service en sortie de gare de Mouchard vers Pagnoz,,.
La portion entre Marnoz et Salins-les-Bains a été aménagée en voie verte

## Galerie

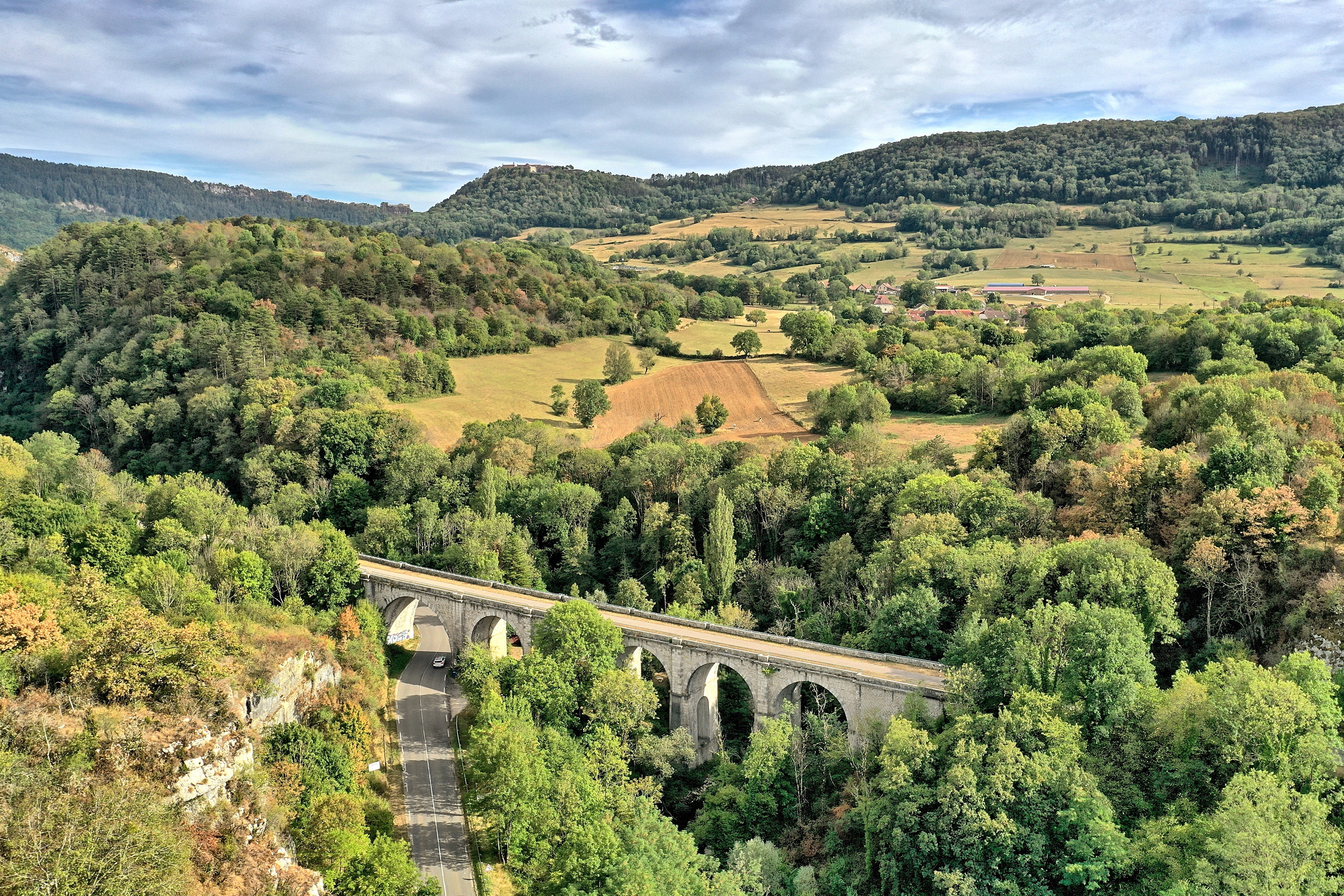
Viaduc sur la Furieuse (vue aval).
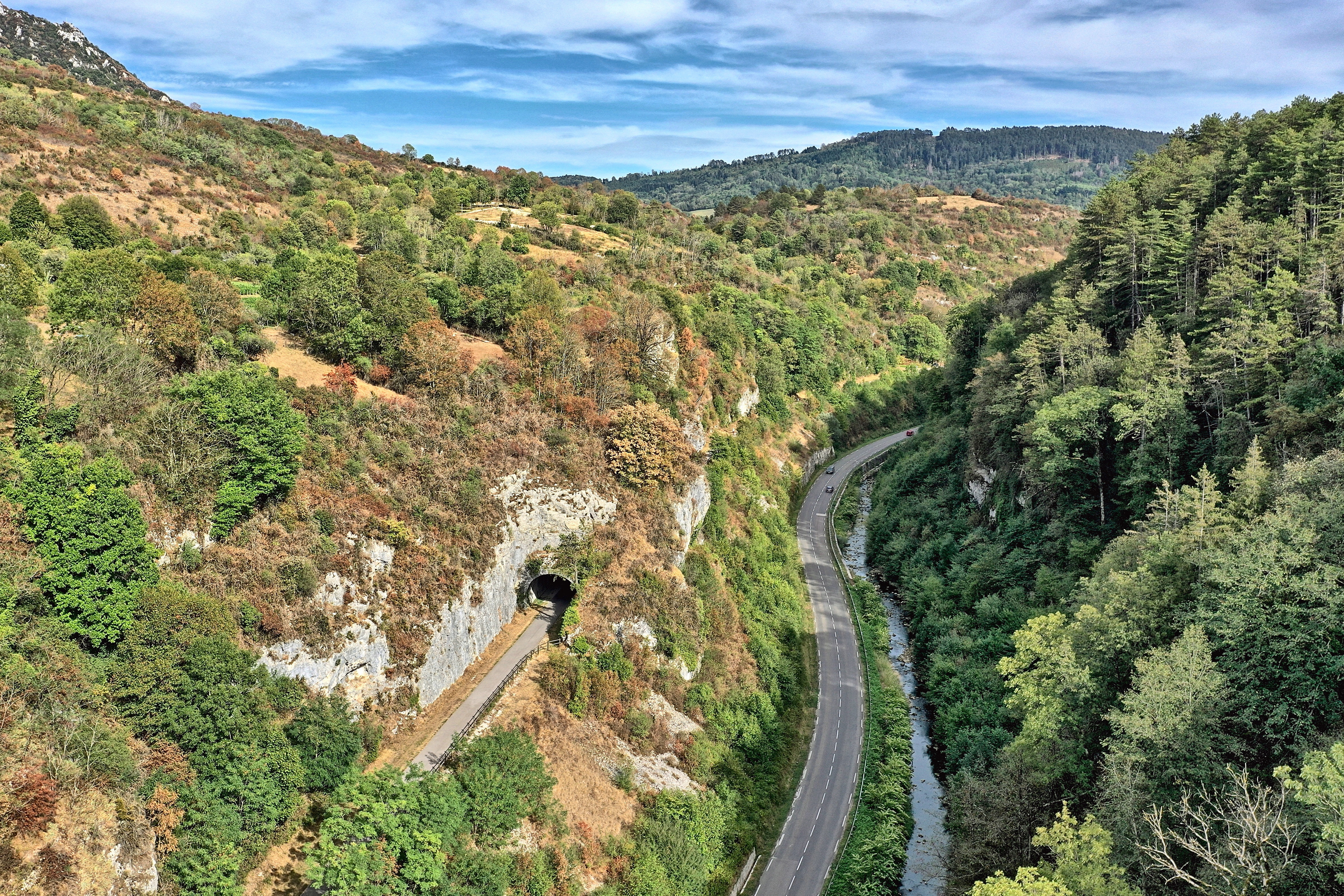
L'entrée du tunnel de la Savate.
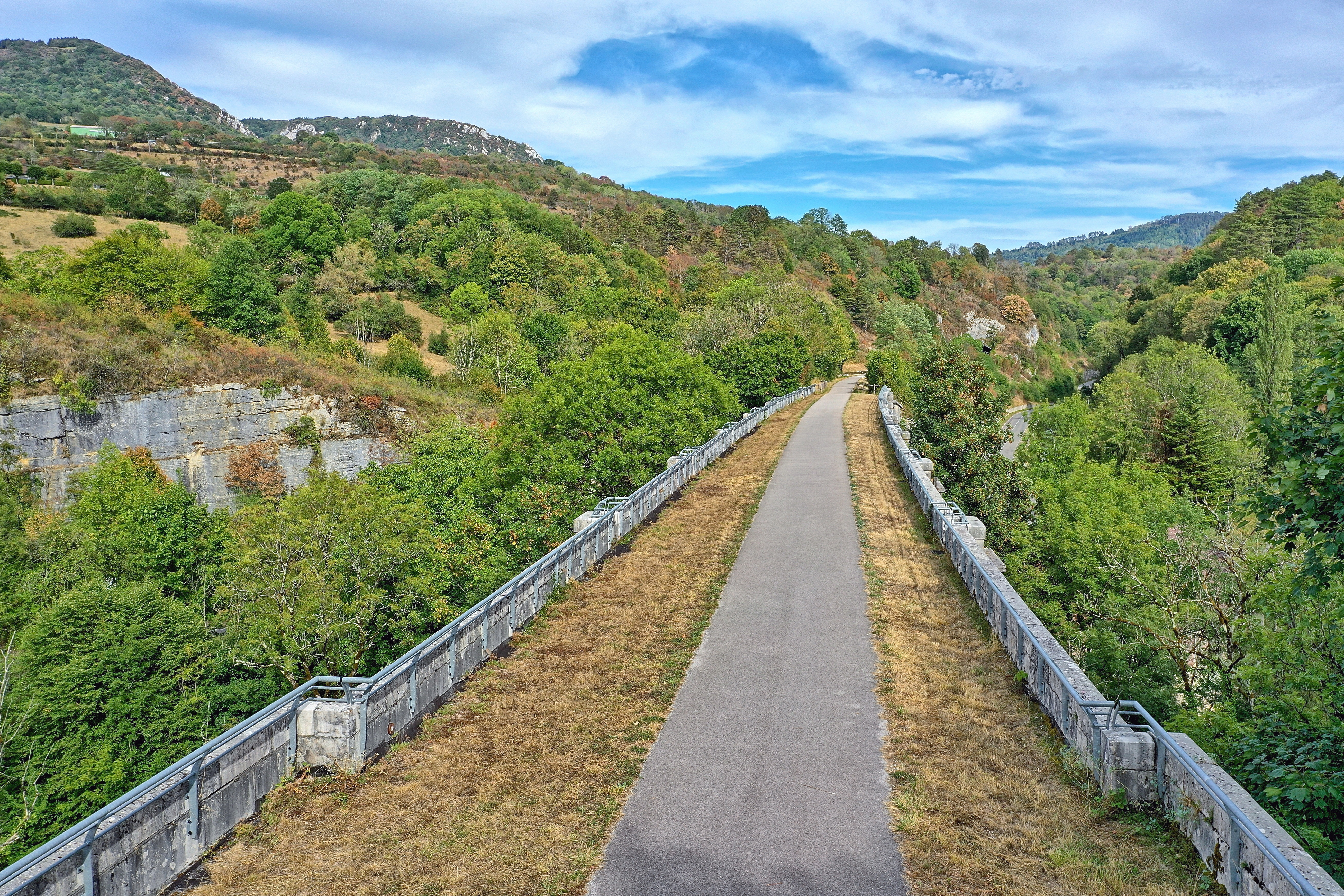
Voie verte sur le viaduc.